# Red Bull RB6
O Red Bull RB6 é o modelo da Red Bull Racing para a temporada de 2010 de Fórmula 1. Condutores: Sebastian Vettel e Mark Webber.
O carro foi apresentado no dia 10 de fevereiro de 2010, na abertura da sessão de testes em Jerez de la Frontera, na Espanha. O modelo foi projetado por Adrian Newey.

## Desempenho
O modelo da Red Bull demonstrou ser bastante rápido durante os treinos oficiais, garantindo a pole position para a equipe em 15 das 19 provas da temporada. No entanto, durante as primeiras corridas o desempenho foi comprometido pelo desgaste de alguns componentes.
No Grande Prêmio do Barém, primeira corrida da temporada de 2010, o alemão Sebastian Vettel garantiu a pole position. No entanto, durante a corrida, devido a um problema na vela de ignição o carro perdeu rendimento e o piloto terminou na quarta colocação. No GP da Austrália, foi obrigado a abandonar a corrida devido a problemas nos freios. No GP da Espanha sofreu novamente com problemas nos freios ao final da prova e teve dificuldades em manter o carro na pista. O mesmo problema repetiu-se também nos treinos para o GP da Turquia.
Durante o GP do Brasil, a equipe Red Bull conseguiu uma dobradinha (1-2) com Vettel em primeiro e Webber em segundo, chegando aos 469 pontos na temporada e conquistando antecipadamente o seu primeiro título de construtores. No GP seguinte, o último da temporada em Abu Dhabi, os seus dois pilotos disputaram o título, e coube a Sebastian Vettel vencendo esse GP consagrar-se pela primeira vez campeão mundial de Formula 1, sendo também o primeiro mundial de pilotos conquistado por um piloto da equipe. Vettel torna-se o primeiro piloto da história da Fórmula 1 a ser campeão sem nunca ter liderado momento algum durante a temporada.

## Resultados[10]
(legenda) (em negrito indica pole position e itálico volta mais rápida)
| Ano  | Chassis | Motor                | Pneus | N° | Pilotos           | 1   | 2   | 3   | 4   | 5   | 6   | 7   | 8   | 9   | 10  | 11  | 12  | 13  | 14  | 15  | 16  | 17  | 18  | 19  | Pontos | Posição |  |
| ---- | ------- | -------------------- | ----- | -- | ----------------- | --- | --- | --- | --- | --- | --- | --- | --- | --- | --- | --- | --- | --- | --- | --- | --- | --- | --- | --- | ------ | ------- |  |
|      |         |                      |       |    |                   |     |     |     |     |     |     |     |     |     |     |     |     |     |     |     |     |     |     |     |        |         |  |
|      |         |                      |       |    |                   | BAR | AUS | MAL | CHN | ESP | MON | TUR | CAN | EUR | GBR | ALE | HUN | BEL | ITA | SIN | JAP | COR | BRA | ABU |        |         |  |
| 2010 | RB6     | Renault RS27-2010 V8 | B     | 5  | Sebastian Vettel* | 4   | Ret | 1   | 6   | 3   | 2   | Ret | 4   | 1   | 7   | 3   | 3   | 15  | 4   | 2   | 1   | Ret | 1   | 1*  | 498*   | 1º      |  |
| 2010 | RB6     | Renault RS27-2010 V8 | B     | 6  | Mark Webber       | 8   | 9   | 2   | 8   | 1   | 1   | 3   | 5   | Ret | 1   | 6   | 1   | 2   | 6   | 3   | 2   | Ret | 2   | 8   | 498*   | 1º      |  |

* Campeão da temporada.